# Tram ATM serie 4100
Le vetture tranviarie serie 4100 dell'ATM di Milano (conosciute come "Due camere e cucina", per via dell'originale se non quasi unica struttura del modello che, con quella cassa centrale sempre oscillante, ne valse il soprannome) sono state motrici tranviarie urbane, della città di Milano, derivate dalla trasformazione delle vetture 4000.
Si trattava di 8 unità, numerate da 4101 a 4108, a cui gli originari 2 motori CGE tipo CT 139 erano stati sostituiti da 4 motori TIBB tipo GTM 3/4.
Le 4100 rimasero in servizio fino al 1976, quando vennero accantonate e demolite.

## Voci correlate

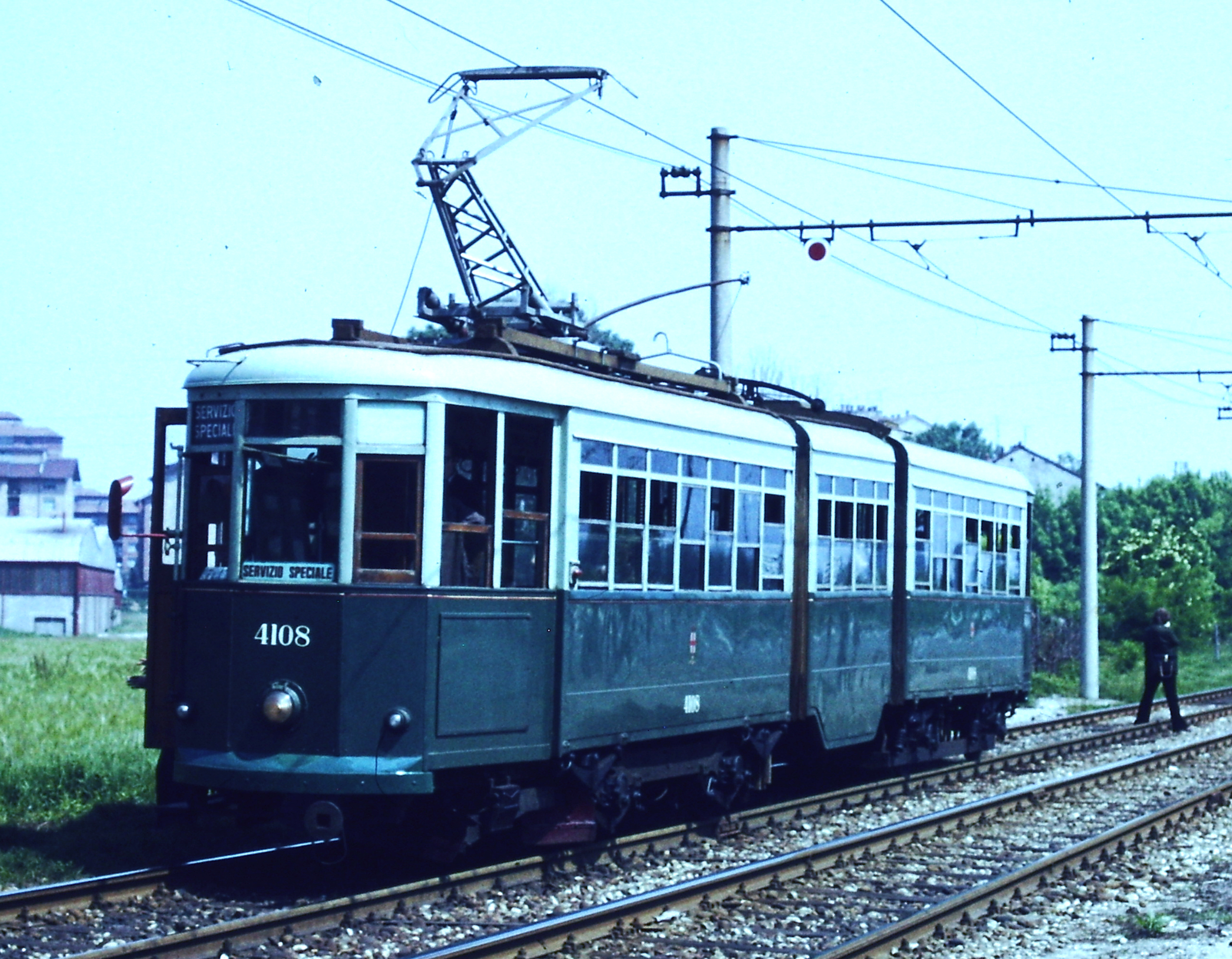
La 4108 durante un noleggio, al termine della sua carriera.